# أرشاك بولاديان
أرشاك بوغوصي بولاديان (بالأرمنية: Արշակ Պողոսի Փոլադյան) هو دبلوماسي ومؤرخ ومستشرق وكاتب أرمني، وُلد في 15 أيّار/مايو 1950. يشغل منذ عام 2019 منصب سفير جمهورية أرمينيا لدى كلٍّ من الجمهورية التونسية والمملكة المغربية، مع مقرّ إقامة في العاصمة يريفان. وقد شغل سابقًا منصب السفير فوق العادة والمفوض لأرمينيا في الجمهورية العربية السورية بين عامي 2007 و2018، كما كان سفيرًا غير مقيم في المملكة الأردنية الهاشمية بين عامي 2011 و2018. كذلك عُيّن سفيرًا لأرمينيا لدى دولة الإمارات العربية المتحدة (2002–2006)، وسفيرًا غير مقيم لدى كل من دولة الكويت ومملكة البحرين (2003–2007).
يُعدّ أرشاك خبيرًا معروفًا في الدراسات الشرقية والعربية والكردية، وقد نشر عددًا من الأبحاث المهمة والدراسات حول أصول الأكراد بالاعتماد على مصادر عربية.

## النشأة والتعليم
وُلد أرشاك بولاديان في مدينة رأس العين بمحافظة الحسكة السورية في 15 أيّار/مايو 1950. عاش في سوريا حتى عام 1963، ثم هاجر مع أسرته إلى أرمينيا وهو في الثالثة عشرة من عمره. حصل على درجتَي البكالوريوس والماجستير في التاريخ من معهد يريفان التربوي الحكومي، كلية التاريخ والجغرافيا، في الفترة بين 1968 و1972. كما التحق بمعهد الدراسات الشرقية التابع لأكاديمية العلوم السوفيتية في لينينغراد (سانت بطرسبرغ حاليًا) بين عامي 1978 و1982 كزميل باحث زائر.

## الخدمة الدبلوماسية
بدأ أرشاك مسيرته الدبلوماسية عام 1993، حيث تولّى رئاسة قسم الدول العربية في إدارة الشرق الأوسط بوزارة الخارجية الأرمينية حتى عام 1998، وكان مسؤولًا عن وضع السياسات وتنفيذها في مجالات العلاقات السياسية والاقتصادية والثقافية الثنائية مع الدول العربية. ثم عمل مستشارًا لوزير الخارجية للشؤون الشرق أوسطية بين عامي 1998 و2000.
في عام 2000، عُيّن قائمًا بالأعمال في دولة الإمارات العربية المتحدة، وفي عام 2002 رُقّي إلى رتبة سفير فوق العادة ومفوض، وأصبح أول سفير لأرمينيا لدى الإمارات حتى عام 2006. وبالتوازي، تولّى منصب السفير غير المقيم لدى كل من دولة الكويت ومملكة البحرين (2003–2007). قدّم أوراق اعتماده إلى ملك البحرين الشيخ حمد بن عيسى آل خليفة في 26 نيسان/أبريل 2004، وإلى أمير الكويت في 2 تشرين الثاني/نوفمبر من العام نفسه. في 23 آب/أغسطس 2007، عُيّن سفيرًا لأرمينيا لدى الجمهورية العربية السورية بموجب مرسوم رئاسي. كما أصبح سفيرًا غير مقيم في المملكة الأردنية الهاشمية عام 2011. وفي 25 تشرين الأول/أكتوبر 2018، صدر مرسوم رئاسي بإعفائه من منصبَي السفير في سوريا والأردن. وفي حفل وداعي بتاريخ 15 تشرين الثاني/نوفمبر 2018، منحه الجانب السوري وسام الاستحقاق من الدرجة الممتازة.

## المسيرة الأكاديمية
يحمل أرشاك شهادة الدكتوراه في التاريخ من الأكاديمية الوطنية للعلوم في أرمينيا (1984)، كما حصل على دكتوراه الدولة في العلوم التاريخية من نفس المؤسسة عام 1996. عمل في العديد من المراكز الأكاديمية والبحثية منذ عام 1967 وحتى عام 2000، وشغل مناصب أبرزها: أستاذ الدراسات العربية في جامعة يريفان الحكومية، وباحث علمي في فرع سانت بطرسبرغ لمعهد الدراسات الشرقية التابع لأكاديمية العلوم الروسية، وباحث علمي في معهد الدراسات الشرقية.
من أبرز مؤلفاته العلمية:
- الأكراد في المصادر العربية (يريفان، 1987، بالروسية)
- الأكراد (أنقرة، 1991، بالتركية)
- دراسات في تاريخ وثقافة الشرق (أبوظبي، 2001)[10]
- تاريخ العلاقات العربية الأرمنية (أبوظبي، 2002)
- الإسلام: دين ودولة (أبوظبي، 2003)

نُشر له أيضًا باللغة العربية كتاب أصل الأكراد في المصادر العربية عام 2004، وهو ترجمة لنسخة روسية سابقة بعنوان الأكراد في المصادر العربية، وقد قام بترجمته إلى العربية الدكتور خاتشادور كسباريان وعبد الكريم أبا زيد.

## العلاقات الأرمنية العربية
كرّس أرشاك عددًا من مؤلفاته لتعزيز الفهم والحوار بين الأرمن والعرب، مثل:
- أرمينيا والعالم العربي (دمشق، 2007)
- شهادات عيان عن الإبادة الجماعية الأرمنية في الدولة العثمانية (باللغتين العربية والأرمنية، دمشق، 2015 و2017)[11]
- مذكرات الشاهد العربي السوري فاضل الغصيّن عن الإبادة الجماعية الأرمنية (بالأرمنية والعربية، دمشق، 2017، بالاشتراك مع ل. سركسيان)[12]

تناولت أعماله الجوانب الثقافية والإنسانية من العلاقات بين الشعبين، وسلّطت الضوء على دور العرب في دعم الأرمن خلال المجازر العثمانية، وهو موضوع قلما نُوقش في الدراسات السابقة.

## مؤلفات مختارة
من أهم مؤلفاته:
- الأكراد في القرنين 7–10 في المصادر العربية (يريفان، 1987، بالروسية)
- الدين الإيزيدي – الآلهة والكتاب المقدّس (بالاشتراك مع غ. أساتريان، 1982)
- الأكراد، أنقرة (1991، بالتركية)
- تاريخ العلاقات العربية الأرمنية (أبوظبي، 2002)
- شهادات غربية عن الإبادة الجماعية الأرمنية في الدولة العثمانية (دمشق، 2016، بالعربية)
- أرمينيا بين الأمس واليوم (دمشق، 2016، بالعربية)[13][14]

## الجوائز والتكريمات
- 2006: وسام الاستقلال من رئيس دولة الإمارات الشيخ خليفة بن زايد آل نهيان[15]
- 2011: الميدالية الذهبية من وزارة الخارجية الأرمينية
- 2013: وسام مخيتار غوش من رئيس جمهورية أرمينيا[16]
- 2018: وسام الاستحقاق المدني (الدرجة الممتازة) من الجمهورية العربية السورية[17]
- حصل أيضًا على عدد من الميداليات وشهادات التقدير من منظمات أرمينية وسورية مختلفة.[18]